# Litorale (Slovenia)
Il Litorale sloveno (in sloveno Slovensko Primorje; in tedesco Slowenisches Küstenland) è una regione storica della Slovenia. La regione comprende la parte del Litorale Austriaco dell'Impero austro-ungarico (dal quale mutua il nome), oggi sotto sovranità slovena. Il Litorale Austriaco fu ideato ex novo nel 1849 unendo amministrativamente il Margraviato d'Istria (creato a sua volta unendo l'Istria già veneta alla porzione della regione dominata storicamente dall'Austria), la Contea Principesca di Gorizia e Gradisca e la città di Trieste col suo territorio. Dalla fine della prima guerra mondiale fino alla seconda guerra mondiale il Litorale sloveno fece parte della Venezia Giulia italiana e durante l'occupazione tedesca dell'Italia successiva all'armistizio dell'8 settembre 1943 fu inclusa nella OZAK. Dopo la seconda guerra mondiale gran parte della regione venne assegnata alla Jugoslavia.
La regione comprende il Goriziano sloveno e l'Istria. I centri urbani principali sono Nova Gorica e Capodistria. Dopo Lubiana il Litorale sloveno è la zona economicamente più sviluppata della Slovenia.
Nella regione è presente una piccola minoranza italiana concentrata quasi esclusivamente nelle cittadine costiere istriane di Isola d'Istria (in sloveno denominata Izola), Portorose (Portorož), Pirano (Piran) , Ancarano e Capodistria (Koper), ultima testimonianza di una presenza italiana nella zona molto più massiccia, costretta all'esodo a seguito delle vicende successive alla seconda guerra mondiale.

## Storia
I territori del Litorale sloveno furono per secoli dell'Impero d'Austria e poi dell'Austria Ungheria, ad eccezione dell'Istria slovena, che appartenne alla Repubblica di Venezia per circa cinquecento anni. Tutte queste zone furono invece parte del Litorale Austriaco - che durò dal 1849 al 1918 - anno in cui vennero occupate dall'esercito italiano alla fine della prima guerra mondiale. La maggioranza della popolazione era etnicamente Italiana e durante la metà del 1800 l'austria inizió ad adottare politiche di germanizzazione e slavizzazione dell'elemento autoctono per contrastare il nascente irredentismo Italiano. 
«Sua Maestà ha espresso il preciso ordine che si agisca in modo deciso contro l'influenza degli elementi italiani ancora presenti in alcune regioni della Corona e, occupando opportunamente i posti degli impiegati pubblici, giudiziari, dei maestri come pure con l’influenza della stampa, si operi nel Tirolo del Sud, in Dalmazia e sul Litorale per la germanizzazione e la slavizzazione di detti territori a seconda delle circostanze, con energia e senza riguardo alcuno. Sua maestà richiama gli uffici centrali al forte dovere di procedere in questo modo a quanto stabilito.»
(Francesco Giuseppe I d'Austria, consiglio della Corona del 12 novembre 1866)
Durante il Risorgimento per molti aderenti o futuri aderenti al movimento irredentista, e anche per alcune personalità politiche non ascrivibili a tale movimento (fra cui Giuseppe Mazzini e il liberale di idee moderate Ruggiero Bonghi), il Litorale Austriaco avrebbe dovuto entrare a far parte, interamente o nella sua quasi totalità, del giovane Regno d'Italia.
Nel 1920 queste terre entrarono a far parte ufficialmente del Regno d'Italia come parte della Venezia Giulia, essendo divise tra la Provincia di Gorizia, la Provincia di Trieste, la Provincia di Pola e (dal 1924) la Provincia di Fiume. Nei territori annessi le autorità italiane avviarono ai tempi del regime fascista una reitalianizzazione della toponomastica. Agli abitanti di lingua slovena e croata venne negata la possibilità di adoperare la propria lingua nei rapporti con le autorità e di apprendere la propria lingua madre nelle scuole. Furono soppresse 321 scuole elementari con lingua di insegnamento slovena, con oltre 45.000 alunni Nell'intento di sradicare l'uso della lingua slovena le autorità italiane provvidero ad italianizzare non solo tutti i toponimi, ma anche diversi cognomi e molti nomi di battesimo, favorendo l'insediamento di molte migliaia di immigrati da altre parti del Regno d'Italia. La pesantezza del clima politico favorì un certo flusso migratorio. Se però la storiografia slovena e croata ha tradizionalmente sostenuto un numero complessivo di 100.000 emigrati dalla Venezia Giulia (comprensiva di sloveni e croati), la storica slovena Milica Kacin-Wohinz considera tale cifra eccessiva e priva di riscontri scientifici. La componente più determinata della popolazione slovena aderì a svariati movimenti di rivolta (quali ad esempio il TIGR), che propugnavano l'annessione della zona al Regno di Jugoslavia, anche con atti terroristici. Dopo l'aggressione dell'Italia alla Jugoslavia (6 aprile 1941) molti giovani aderirono al Fronte di Liberazione del Popolo Sloveno, il quale dopo la capitolazione dell'Italia e l'occupazione di Trieste e Gorizia da parte delle truppe tedesche proclamò, all'assemblea plenaria del 16 settembre 1943, l'annessione del Litorale Sloveno alla costituenda Slovenia..
I tedeschi inclusero tutto il Litorale sloveno nella Zona d'operazioni del Litorale adriatico.
Nella parte finale del conflitto, l'esercito di liberazione della Jugoslavia occupò militarmente tutta la zona. Nei territori mistilingui si ebbero una serie di eccidi contro sloveni e italiani collaborazionisti, persone realmente o potenzialmente ostili al comunismo, oppositori al trasferimento della sovranità alla Jugoslavia.
Alle trattative di pace la Jugoslavia reclamò tutte le terre abitate da qualche nucleo di sloveni, compresa la Slavia Veneta (italiana fin dal 1866), la città di Trieste e il suo circondario (dove gli italiani costituivano all'incirca il 70% della popolazione), la città di Gorizia (a maggioranza italiana), nonché le cittadine costiere della zona nordoccidentale dell'Istria, dove la presenza slovena era grandemente minoritaria. Il territorio col trattato di pace del 1947 venne suddiviso fra Italia e Jugoslavia, venendo creato l'effimero Territorio Libero di Trieste, de facto diviso fra Italia e Jugoslavia col Memorandum di Londra del 1954 e de jure col Trattato di Osimo del 1975.

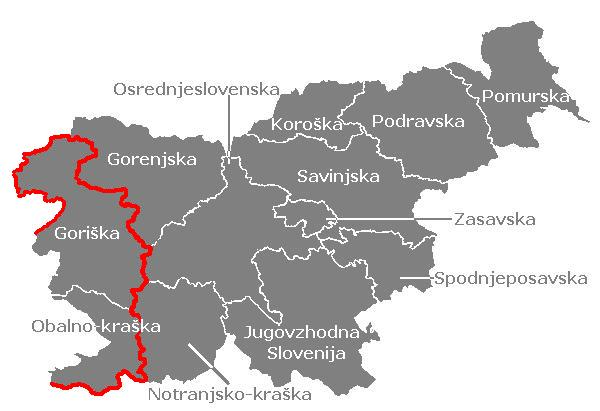
La regione storica del Litorale sloveno all'interno della Slovenia, comprendente la regione goriziana e la regione litorale-carsica

Composizione della popolazione nelle zone in cui fu divisa la Venezia Giulia secondo lo storico Schiffrer:
| Zona                                                                              | Lingua d'uso italiana | Lingua d'uso slovena | Lingua d'uso croata | Altri  |
| --------------------------------------------------------------------------------- | --------------------- | -------------------- | ------------------- | ------ |
| Parte della Venezia Giulia assegnata all'Italia (compresa la Zona A del TLT)      | 296.000               | 66.000               | 0                   | 0      |
| Parte della Venezia Giulia assegnata alla Jugoslavia (compresa la Zona B del TLT) | 192.000               | 195.000              | 122.000             | 24.000 |

Oltre al già citato esodo della popolazione italiana, anche il Litorale sloveno fu interessato fra il 1948 e il 1958 dalla modifica dei nomi storici di alcune località, che ebbe luogo per eliminare qualsiasi elemento religioso dai toponimi. Fu così che - per esempio - le località istriane di Santa Lucia e San Bartolomeo divennero rispettivamente Lucija (Lucia) e Seča (Sezza). Misure per imporre la slovenizzazione delle varie località dell'Istria nord-occidentale vennero prese in diversi campi: da quello scolastico alla toponomastica, dalla traslitterazione dei nomi propri e dei cognomi all'importazione di migliaia di sloveni dall'interno del paese, fino a giungere al tentativo di slovenizzazione di alcuni personaggi storici del luogo, come per esempio Giuseppe Tartini o Pietro Coppo.

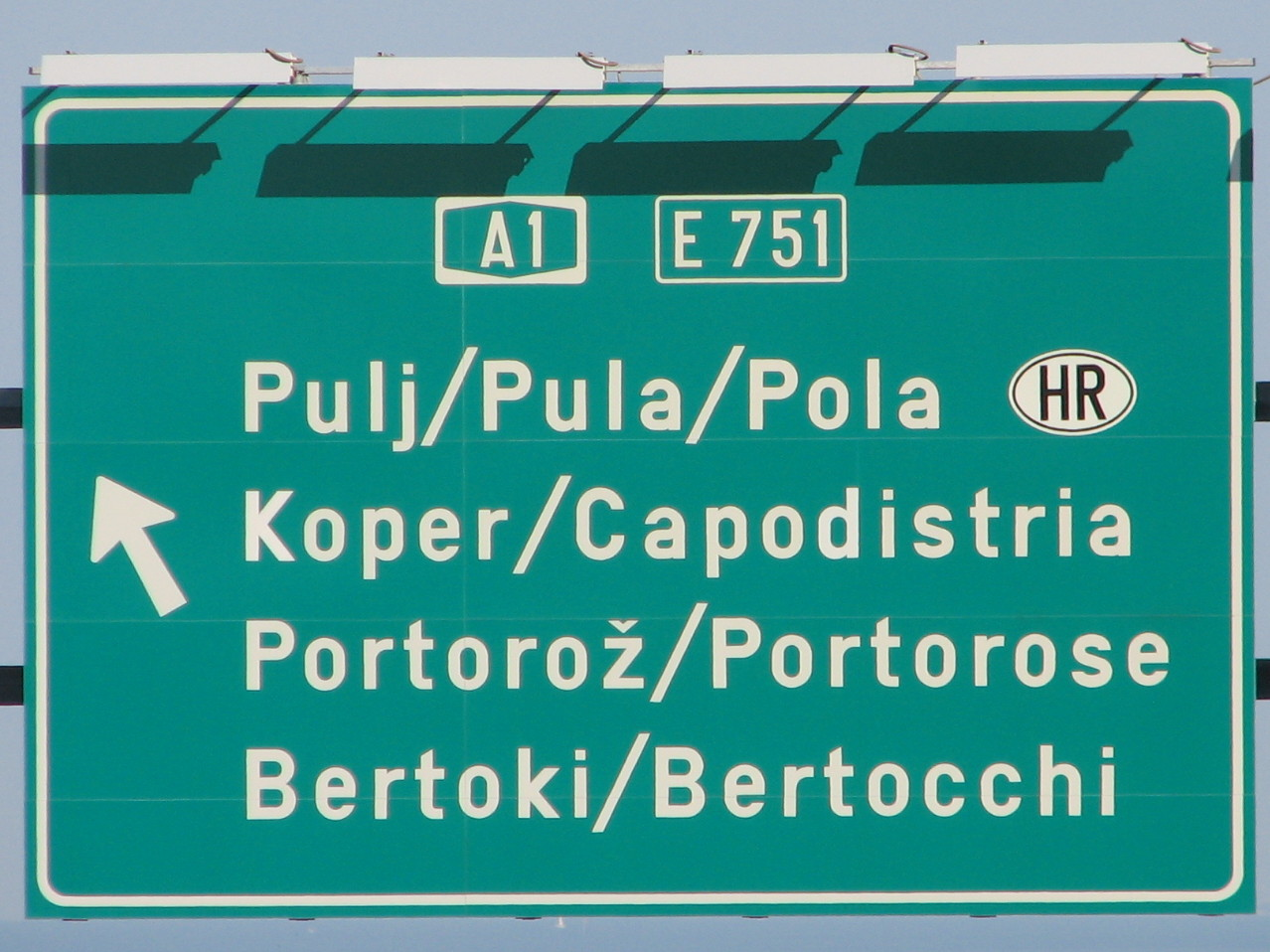
Segnale stradale bi/trilingue presso Capodistria

Con la dichiarazione di indipendenza dalla Jugoslavia (1991), il Litorale sloveno entrò a far parte della nuova Repubblica di Slovenia. La costituzione slovena all'articolo 5 riconosce "i diritti delle comunità autoctone italiane e magiare", mentre l'articolo 11 statuisce che "In Slovenia la lingua ufficiale è lo sloveno. Nei territori dei comuni in cui vivono le comunità nazionali italiana e magiara, sono lingua ufficiale anche l'italiano e il magiaro". Nella pratica, ciò significa che i comuni costieri di Capodistria, Isola e Pirano sono divisi in frazioni e il bilinguismo è ufficiale (ed obbligatorio) solo in quelle frazioni riconosciute dagli sloveni come storicamente abitate da italiani autoctoni, col risultato che in alcune di queste frazioni vivono da generazioni diverse famiglie italiane per le quali il bilinguismo non vige. La Comunità Nazionale Italiana residente in Slovenia ha peraltro varie volte denunciato la mancata applicazione delle leggi sul bilinguismo anche laddove esse sarebbero obbligatorie per tutti.
Attualmente una piccola parte di tale regione (il golfo di Pirano, nella parte a ridosso di punta Salvore) è oggetto di una contesa confinaria fra Slovenia e Croazia.